# سانبیم سایکلز
سانبیم سایکلز (انگلیسی: Sunbeam Cycles) شرکت موتورسیکلت‌سازی بریتانیایی است، که در سال ۱۸۸۷ تأسیس شد.